# Hochschule für Grafik und Buchkunst Leipzig
La Hochschule für Grafik und Buchkunst (HGB) de Leipzig ('Academia de Artes Visuales') es una de las escuelas de arte más antiguas e importantes de Alemania, fundada en el año 1764. Ofrece estudios en las ramas de «Pintura/ilustración», «Diseño y artes gráficas», «Fotografía» y «Arte mediático».  

## Historia

### sigloXVIII
En 1764 se fundaron las Academias de Arte sajonas en Dresde, Leipzig y Meißen. El director de la «Academia de Dibujo, Pintura y Arquitectura» en Leipzig, Adam Friedrich Oeser, comenzó las clases de dibujo con 23 estudiantes en habitaciones de su domicilio particular. 
El 1 de febrero de 1764, el príncipe Francisco Javier de Sajonia fundó una academia de pintura subordinada a la academia de arte en Dresde. Se nombró como director fundador a Oeser, quien ocupó este cargo durante 35 años hasta su muerte en 1799 y como administrador al sobrino de Francisco Javier, el aún menor de edad Federico Augusto III, elector de Sajonia.
Sin embargo, la inauguración ocurrió hasta otoño de ese año y en el verano del año siguiente, 1765, se mudó al ala oeste del Pleissenburg electoral (hoy Nuevo Ayuntamiento). Desde el otoño de 1765, el estudiante de derecho Johann Wolfgang Goethe fue uno de los estudiantes de dibujo muy interesados de Oeser, y los dos mantuvieron contacto de por vida. Posteriormente, la institución se expandió a las academias de dibujo, pintura y arquitectura (academias de arte).

### sigloXIX
Hacia 1835 la institución llevó el nombre de Academia de Bellas Artes. Además del director, había un profesor de arquitectura y dos profesores de dibujo a mano alzada. La matrícula era gratis en ese entonces.
En 1863 se disolvió el departamento de arquitectura, los departamentos restantes se reorganizaron en 1871, En los siguientes 30 años bajo la dirección de Ludwig Nieper, se llevaron a cabo más cambios estructurales drásticos en la academia. A partir de 1876 la institución llevó el nombre de Real Academia de Arte y Escuela de Artes Aplicadas. En 1893, Nieper creó un departamento de procesos de duplicación fotográfica  que más tarde contribuyó al enfoque de la academia. Como resultado, Nieper cerró el Departamento de Artes Arquitectónicas Aplicadas en 1894 y el Departamento de Escultura en 1896. Este período también vio la construcción de un nuevo edificio separado para la academia en Wächterstraße 11 en el centro de Leipzig, que todavía se utiliza hoy en día para su propósito original por la Hochschule für Grafik yBuchkunst (HGB). Dado que Ludwig Nieper también fue el director fundador de la escuela municipal de comercio en Leipzig en 1875, hizo reconstruir el edificio de la escuela junto a ella en Wächterstraße 13, también utilizado hoy como edificio escolar de la Universidad de Ciencias Aplicadas (HTWK).

### sigloXX
En 1900, hacia el final de la dirección de Ludwig Nieper, la Academia de Leipzig se transformó en la Real Academia de Artes Gráficas y Diseño Editorial.
En 1905, la academia fue la primera escuela de arte en admitir mujeres para estudiar después de que la pintora Philippine Wolff-Arndt (1849-1940) convenciera al director Max Seliger de hacerlo en 1901. En 1913 había más mujeres que hombres entre los estudiantes.
Después de la disolución del Reino de Sajonia y la formación del Estado Libre de Sajonia, la Academia de Leipzig pasó a llamarse Academia Estatal de Artes Gráficas y Diseño Editorial. En el semestre de verano de 1938, había 286 estudiantes inscritos. Si comparamos esto con los números en Viena (1.005 estudiantes) y Berlín (309 estudiantes), la HGB era la tercera escuela de arte más grande del Reich alemán .

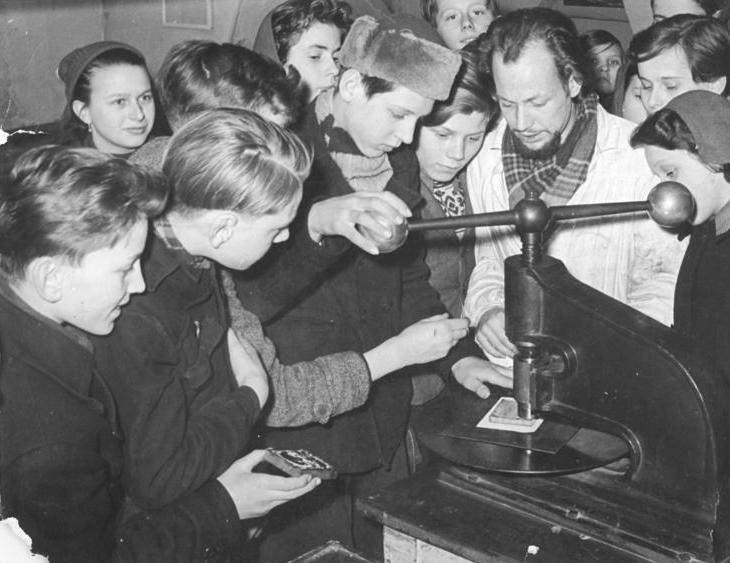
Jóvenes visitando el colegio, 1956

En 1940 se funda el Instituto de Fotografía a color. Funciona como interfaz entre producción y uso y para enseñar la «correcta vista cromática». En el bombardeo de Leipzig de 1943, dos tercios de la estructura del edificio fueron destruidos. Pero las clases continuaron.
En abril de 1947, las instalaciones se abrieron bajo la dirección de Kurt Massloff con una nueva orientación en el edificio de la academia tradicional en Wächterstraße 11. De 1946 a 1949 Walter Arnold fue profesor en la universidad. El nombre Hochschule für Grafik yBuchkunst (HGB) se estableció en 1950. Desde 1951, Albert Kapr enseñó como profesor de tipografía y diseño de libros. Debido al estilo al que se hace referencia en la historia del arte como la Escuela de Leipzig, el HGB ganó una gran atención nacional e internacional, que se asocia particularmente con Wolfgang Mattheuer, Bernhard Heisig, Werner Tübke, Arno Rink, Sighard Gille, entre otros.
En 1979 la galería de la HGB abrió oficialmente sus puertas, y la dirección pasó a manos de Christine Rink. En los siguientes años se inauguraron exposiciones de importantes representantes internacionales del arte del siglo XX,  como Pablo Picasso, Herbert Sandberg, August Sander, El Lissitzky, Man Ray, Henri Cartier-Bresson y Joseph Beuys, entre otros.
La Ley de Estructura de la Educación Superior de Sajonia de 1992 confirmó la Academia de Artes Gráficas y Libros en Leipzig, mientras que otras universidades de Leipzig se disolvieron o fusionaron después de la caída del Muro.
Entre los críticos de arte de todo el mundo, la HGB es una de las academias de arte alemanas más importantes para pintura y gráficos (a partir de 2008). La llamada Nueva Escuela de Pintura de Leipzig hizo una contribución significativa Su representante más importante es el pintor Neo Rauch, quien estudió en la universidad y luego impartió allí una clase magistral como profesor.

## Profesores y profesores (selección)
- 1774–1803: Johann Heinrich Wiese
- 1875–1896: Melchior zur Straßen
- 1875–1888: August Scheffers
- 1882–1894: Carl Werner
- 1883–1904: Carl Bourdet
- 1893–1919: Erhard Ludewig Winterstein
- 1895–1915: Albrecht Kurzwelly
- 1896–1924: Adolf Lehnert
- 1897:      Max Klinger
- 1903–1940: Bruno Héroux
- 1903–1906: Friedrich Wilhelm Kleukens
- 1904: Otto Richard Bossert
- ab 1905–?: Franz Hein
- ab 1906–?: Georg Belwe
- 1907–1917: Emanuel Goldberg
- 1907–1942: Alois Kolb
- 1907–1937: Paul Horst-Schulze
- 1907–1933: Hugo Steiner-Prag
- ab 1910–?: Hans Soltmann
- 1919–1923: Bruno Eyermann
- 1921–1953: Alfred Thiele
- 1922–1933: Hans Alexander Müller
- 1925–1945: Ignatz Wiemeler
- 1928–1933: Willi Geiger
- 1937– Rudolf Spemann
- 1946–1950: Max Schwimmer
- 1946–1958: Elisabeth Voigt
- 1946–1967: Egon Pruggmayer
- 1950–1965: Karl Krug
- 1952–1985: Walter Schiller
- 1954–1958: Johannes Lebek
- 1956–1974: Wolfgang Mattheuer
- 1957–1991: Gerd Thielemann
- 1961–1980: Heinz Föppel
- 1962–2001: Rolf Kuhrt
- 1963–1992: Klaus Liebich
- 1963–1989: Horst Thorau
- 1964–1976: Werner Tübke
- 1968–2000: Hildegard Korger[3]
- 1970–2004: Joachim Jansong
- 1974–2008: Ulrich Hachulla
- 1975–1981: Harald Kirschner
- 1977–1989: Horst Arloth
- 1978–2005: Arno Rink
- 1978–2008: Helfried Strauß
- 1979–1983: Hartwig Ebersbach
- 1979–1998: Gert Wunderlich
- 1986–2006: Sighard Gille
- 1986–1992:  Günter Thiele
- 1989–2014: Doris Ziegler
- 1991–1994: Arnd Schultheiß
- desde 1993: Tina Bara
- desde 1993: Joachim Brohm
- desde 1993: Dieter Daniels
- 1993–2017: Astrid Klein
- 1993–2007: Timm Rautert
- 1993–2014: Christoph Türcke
- 1995–2004: Ruedi Baur
- desde 1995: Helmut Mark
- desde 1997: Alba D’Urbano
- 1997–2005: Volker Pfüller
- 1998–2006: Detlef Fiedler
- 1998–2006: Daniela Haufe
- desde 1999: Beatrice von Bismarck
- 1999–2005: Andreas Brexendorff
- 1999–2005: Gudrun Petersdorff
- desde 2001: Christin Lahr
- desde 2001: Rayan Abdullah
- desde 2002: Joachim Blank
- 2004–2010: Fritz Best
- desde 2004: Fred Smeijers
- desde 2004: Ingo Meller
- desde 2005: Michael Mauracher
- 2005–2014: Neo Rauch
- desde 2006: Markus Dreßen
- 2006–2012: Katrin Kunert (pintora)
- 2006–2010: Yvonne Kuschel
- 2006–2018: Peter Piller
- desde 2006: Annette Schröter
- 2007–2009: Christopher Muller
- desde 2007: Thomas M. Müller
- 2007–2013: Günther Selichar
- desde 2008: Torsten Hattenkerl
- 2008–2014: Oliver Klimpel
- desde 2009: Annette Kisling
- 2009–2015: Heribert C. Ottersbach
- 2009–2014: Katrin von Maltzahn
- 2009–2015: Thomas Weski
- desde 2010: Oliver Kossack
- desde 2011: Stephan Müller (diseñador gráfico)
- desde 2011: Heidi Specker
- desde 2012: Jörg Ernert
- desde 2012: Christoph Feist
- 2012–2014: Ruprecht von Kaufmann
- desde 2013: Clemens von Wedemeyer
- desde 2014: Maureen Mooren
- desde 2015: Benjamin Meyer-Krahmer
- desde 2015: Christian Weihrauch
- desde 2015: Marc Rölli
- desde 2016: Steven Black
- 2016–2019: Peggy Buth
- desde 2016: Christoph Ruckhäberle
- desde 2017: Michael Riedel
- desde 2018: Özlem Altin
- desde 2019: Katrin Köppert
- desde 2020: Stefan Haupt
- desde 2020: Fabian Hesse
- desde 2020: Mitra Wakil

## Alumnos (selección)
- Hans Aichinger (* 1959), pintor
- Emin Barın (1913–1987), türkischer Kalligraph yBuchbinder
- Volkmar Billeb (* 1939), fotógrafo
- Thomas Billhardt (* 1937), fotógrafo y publicista
- Elisabeth Wilhelmine Johanna Bitterling-Wolters (1892–1982), Kunstpintora
- Christian Borchert (1942–2000)
- Marek Brandt (* 1970), fotógrafo y artista medial
- Gerhard Brinkmann (1913–1990), artista gráfico y caricaturista
- Georg Brückmann (* 1977), fotógrafo
- Max Brüning (1887–1968), pintor y artista gráfico
- Carl Gustav Carus (1789–1869), médico, pintor y filósofo
- Hartwig Ebersbach (1940), pintor
- Georg Eckelt (1932–2012), artista gráfico y fotógrafo
- Tim Eitel (* 1971), pintor
- Klaus Fischer (1934–2009), fotógrafo y escritor
- Hans Fischerkoesen (1896–1973), pionero del cine de animación y la publicidad alemana
- Julia Friese (* 1979), artista gráfica e ilustradora
- Lutz Friedel (* 1948), pintor y Bildhauer
- Thomas Gatzemeier (* 1954), pintor, escultor y escritor
- Günter Glombitza (1938–1984), pintor
- Hans-Hendrik Grimmling (* 1947), pintor, co-iniciador del “1. Salón de otoño” 1984, profesor en la Academia Técnica de Arte de Berlín
- Klaus Götze (* 1940), fotógrafo, Autor y Buchillustrator
- Ulrich Hachulla (* 1943), pintor y artista gráfico, más tarde profesor en esta escuela
- Anna Haifisch (* 1986), dibujante de historietas e ilustradora
- Paule Hammer (* 1975), pintor
- Hannes Hegen (1925–2014), artista gráfico y dibujante de historietas
- Ulrich Häsler (* 1943), fotógrafo de reportajes
- Bernhard Heisig (1925–2011), pintor, más tarde profesor y rector de esta universidad
- Jutta Hipp (1925–2003), pianista de jazz, pintora, caricaturista y poeta
- Matthias Hoch (* 1958), artista visual y fotógrafo
- Norbert Hornig (* 1935), pintor y artista gráfico
- Heinrich Hußmann (1899–1982), artista gráfico
- Wiltraud Jasper (1915–1996), artista gráfica e ilustradora
- Sven Johne (* 1976), fotógrafo
- Aris Kalaizis (* 1966), pintor
- Jakob Kirch (* 1980),  diseñador gráfico
- Erich Kissing (* 1943), pintor
- Thomas Kläber (* 1955), fotógrafo
- Jochen Knobloch (* 1941), fotógrafo, autor
- Georg Koschinski (* 1916), pintor y artista gráfico
- Andrej Krementschouk (* 1973), fotógrafo
- Rolf Kuhrt (* 1936), pintor, artista gráfico y plástico, luego profesor en esta universidad.
- Florian Lamm (* 1984),  diseñador gráfico
- Irma Lang-Scheer (1901–1986), pintora académica
- Karl-Heinz Lange (1929–2010), tipógrafo
- Corinne von Lebusa (* 1978), pintora
- Klaus Liebich (* 1929), fotógrafo
- Walter Libuda (1950–2021), pintor y escultor
- Rosa Loy (* 1958), pintora y artista gráfica
- Olaf Martens (* 1963), fotógrafo
- Josef Georg Miller (1905–1983), pintor
- Wolfgang Mattheuer (1927–2004), pintor y artista gráfico, más tarde profesor en esta escuela
- Reinhard Minkewitz (* 1957), pintor y artista gráfico
- Michael Morgner (* 1942), freischaffender Künstler
- Bastian Muhr (* 1981), pintor y artista gráfico
- Sebastian Nebe (* 1982), pintor
- Lothar Otto (1932–2019), artista gráfico, ilustrador, caricaturista en Eulenspiegel y en Nebelspalter
- Werner Petzold (* 1940), artista gráfico, pintor y docente
- Wolfgang Peuker (1945–2001), pintor, más tarde profesor en esta escuela
- e.o.plauen (1903–1944), Ilustrador, dibujante de historietas y caricaturista
- Julius Popp (* 1973), artista medial
- Egon Pukall (1934–1989), pintor y artista gráfico
- Neo Rauch (* 1960), pintor
- Johann Christian Reinhart (1761–1847), pintor, grafista y aguafuertista
- Evelyn Richter (1930–2021), fotógrafa
- Dietmar Riemann (* 1950), fotógrafo y escritor
- Arno Rink (1940–2017), pintor, dibujante
- Ricarda Roggan (* 1972), fotógrafa
- Renate Rössing (1929–2005), fotógrafa
- Roger Rössing (1929–2006), fotógrafo
- Christoph Ruckhäberle (* 1972), pintor
- Jürgen Schäfer (pintor)
- Marie Luise Scherer (1903–1980),  pintora e ilustradora
- Walter Schiller (1920–2008), tipógrafo
- Hans-Hermann Schlicker (1928–2020), artista gráfico, pintor e ilustrador de libros
- Hermann Schlittgen (1859–1930), pintor, dibujante, caricaturista del Münchner Fliegenden Blätter
- David Schnell (* 1971), pintor
- Arnd Schultheiß (* 1930), pintor y artista gráfico, después profesor en esta escuela
- Gundula Schulze Eldowy (* 1954), fotógrafa
- Gerhard Stauf (1924–1996), artista gráfico, Illustrator y grabador en cobre
- Michael Triegel (* 1968), pintor, dibujante y artista gráfico
- Jan Tschichold (1902–1974), calígrafo, tipógrafo y escritor, uno de los portavoces de la nueva tipografía
- Werner Tübke (1929–2004), pintor y artista gráfico, después profesor y rector
- Ulla Walter (* 1955), pintora, artista gráfica y escultora
- Erich Waschneck (1887–1970), camarógrafo, director de cine, guionista y productor de cine
- Clemens von Wedemeyer (* 1974), cineasta
- Michael Weimer (* 1946), fotógrafo
- Matthias Weischer (* 1973), pintor
- Jürgen Wittdorf (1932–2018), pintor y artista gráfico
- Georgios Wlachopoulos  (* 1939), pintor
- Heinz Zander (* 1939), pintor, dibujante, artista gráfico, ilustrador y escritor
- Tobias Zielony (* 1973), fotógrafo

## Universidades asociadas
- Escuela de Arte de Glasgow (Reino Unido)
- Facultad de Artes de Camberwell (Reino Unido)
- Academia Finlandesa de Bellas Artes (Finlandia)
- École Nationale des Beaux-Arts (Francia)
- École Superiore d'Art de Brest (Francia)
- isdaT – instituto supérieur des arts de Toulouse (Francia)
- École Supérieure des Beaux-Arts TALM (Francia)
- École Supérieure des Arts Décoratifs (Francia)
- Villa Arson / École Nationale Superior d'Art (Francia)
- Escuela de Artes LUCA (Bélgica)
- École national supérieure des arts visuals de La Cambre (Bélgica)
- Real Academia de Bellas Artes (Bélgica)
- Academia Gerrit Rietveld (Países Bajos)
- Det Kongelige Danske Kunstakademi (Dinamarca)
- Colegio Nacional de Arte y Diseño (Dublín)
- Listaháskóli Íslands (Islandia)
- Academia Bezalel de Artes y Diseño Jerusalén (Israel)
- Academia de Bellas Artes de Brera (Italia)
- Academia de Bellas Artes de Nápoles (Italia)
- Conservatorio de Música Licinio Refice (Italia)
- Academia de Bellas Artes de Roma (Italia)
- Istituto Superiore Industrie Artistiche – ISIA (Italia)
- Academia de Bellas Artes – Universidad de Zagreb (Croacia)
- Latvijas Mākslas akadēmija (Letonia)
- Vilniaus dailės akademija (Lituania)
- Kunst- og designhøgskolen en Bergen (Noruega)
- Kunsthøgskolen en Oslo (Noruega)
- Kungliga Konsthögskolan Estocolmo (Suecia)
- Universidad de Ciencias Aplicadas y Artes de Lucerna (Suiza)
- Universidad de las Artes de Zúrich (Suiza)
- High School of Art and Design Ginebra (Suiza)
- Facultad de Bellas Artes – Universidad de Barcelona (España)
- Akademia Sztuk Pięknych im. Jana Matejki en Cracovia (Polonia)
- Akademia Sztuk Pięknych w Warszawie (Polonia)
- Academia de Bellas Artes (Austria)
- El Aplicado / Universidad de Artes Aplicadas (Austria)
- Vysoká škola umělecko-průmyslová (VŠUP) (República Checa)
- Universitatea Nationala de Arte Bucarest (Rumanía)
- Univerza v Ljubljani (Eslovenia)
- Magyar Képzőművészeti Egyetem (Hungría)